# The Big Pink
The Big Pink is een Brits elektrorockband uit Londen, bestaande uit multi-instrumentalisten Robertson 'Robbie' Furze, Akiko Matsuura en Charlie Barker. Aanvankelijk vormden ze een duo, maar in 2009 tekenden ze bij het onafhankelijke platenlabel 4AD en wonnen ze de NME Philip Hall Radar Award voor beste nieuwe act. Tot nu toe hebben ze vijf singles uitgebracht. Hun debuutalbum A Brief History of Love verscheen in september 2009 en de opvolger Future This in januari 2012.

## Bezetting
Huidige leden
- Robertson 'Robbie' Furze – zang, gitaar, programmering
- Akiko Matsuura – drums, achtergrondzang
- Charlie Barker – basgitaar, achtergrondzang

Voormalige leden
- Milo Cordell – programmering, keyboards, synthesizer, zang
- Lady Mary Charteris – zang, programmering

Voormalig aanvullend personeel
- Jo Apps (zus van Patrick Wolf) – achtergrondzang
- Valentine Fillol-Cordier (model) – achtergrondzang
- Daniel O'Sullivan ((of Ulver, Guapo, Sunn O), et al.) – diverse instrumenten
- Vicky Jean Smith – drums
- Leopold Ross – basgitaar
- Adam Prendergast – basgitaar (live)

## Discografie

### Studioalbums
| Titel                   | Details                                                                                    | Hoogste posities in de hitlijsten | Hoogste posities in de hitlijsten | Hoogste posities in de hitlijsten |
| Titel                   | Details                                                                                    | VK                                | BEL                               | VS                                |
| ----------------------- | ------------------------------------------------------------------------------------------ | --------------------------------- | --------------------------------- | --------------------------------- |
| A Brief History of Love | - Gepubliceerd: 14 september 2009 - Label: 4AD (CAD 2916) - Formaten: cd, 2lp, 2lp/12", dl | 56                                | 70                                | 138                               |
| Future This             | - Gepubliceerd: 16 januari 2012 - Label: 4AD (CAD 3201) - Formaten: cd, lp, dl             | 96                                | —                                 | —                                 |
| The Love That's Ours    | - Gepubliceerd: 30 september 2022 - Label: Project Melody - Formaten: cd, lp, dl           | —                                 | —                                 | —                                 |

### Extended plays (ep)
- 2009: This Is Our Time (Beggars Japan, 24 juni 2009) – alleen Japan cd lp
- 2016: Empire Underground (B3SCI Records, 4 maart 2016)

### Singles
| Titel                                                                | Jaar | Hoogste posities in de hitlijsten | Hoogste posities in de hitlijsten | Hoogste posities in de hitlijsten | Hoogste posities in de hitlijsten | Hoogste posities in de hitlijsten | Hoogste posities in de hitlijsten | Album                   |
| Titel                                                                | Jaar | VK                                | BEL (FL)                          | IRE                               | JPN                               | MEX Air.                          | VS Alt                            | Album                   |
| -------------------------------------------------------------------- | ---- | --------------------------------- | --------------------------------- | --------------------------------- | --------------------------------- | --------------------------------- | --------------------------------- | ----------------------- |
| Too Young to Love                                                    | 2008 | —                                 | —                                 | —                                 | —                                 | —                                 | —                                 | A Brief History of Love |
| Velvet                                                               | 2009 | 133                               | —                                 | —                                 | —                                 | —                                 | —                                 | A Brief History of Love |
| Stop the World                                                       | 2009 | —                                 | —                                 | —                                 | —                                 | —                                 | —                                 | A Brief History of Love |
| Dominos                                                              | 2009 | 27                                | —                                 | 10                                | —                                 | 14                                | 36                                | A Brief History of Love |
| Velvet                                                               | 2010 | 149                               | —                                 | —                                 | —                                 | 19                                | —                                 | A Brief History of Love |
| Tonight                                                              | 2010 | —                                 | —                                 | —                                 | —                                 | —                                 | —                                 | A Brief History of Love |
| Stay Gold                                                            | 2011 | —                                 | —                                 | —                                 | —                                 | 27                                | —                                 | Future This             |
| Hit the Ground (Superman)                                            | 2012 | —                                 | —                                 | —                                 | 76                                | 39                                | —                                 | Future This             |
| No Angels                                                            | 2022 | —                                 | —                                 | —                                 | —                                 | —                                 | —                                 | The Love That's Ours    |
| Love Spins on Its Axis (met Dust in the Sunlight)                    | 2022 | —                                 | —                                 | —                                 | —                                 | —                                 | —                                 | The Love That's Ours    |
| Rage                                                                 | 2022 | —                                 | —                                 | —                                 | —                                 | —                                 | —                                 | The Love That's Ours    |
| "—" geeft een publicatie aan die niet in de hitlijsten is opgenomen. |      |                                   |                                   |                                   |                                   |                                   |                                   |                         |

Opmerkingen
- A – Oorspronkelijk uitgebracht als non-album tracks, maar later toegevoegd aan het debuutalbum A Brief History of Love.
- B – Non-album single; uitgebracht als bonusnummer op de VK digitale download editie en de Japanse cd-persing van A Brief History of Love.

### Compilaties
- Tapes – !K7

### Verschenen op compilaties
- 2010: Fragments from Work in Progress (4AD, 17 April 2010)
  - Een gelimiteerde 12" ep uitgebracht door 4AD voor Record Store Day 2010, met sessienummers en demo's van vijf artiesten van het label; bevat With You van de band, die eerder werd uitgebracht op de Japanse 12" voor Too Young to Love.

## Remixen
| Door andere artiesten - Velvet (BDG remix door Gang Gang Dance) - Velvet (Mount Kimbie remix) - Velvet (Van Rivers & The Subliminal Kid remix) - Too Young to Love (Delorean remix) - Too Young to Love (Too Fast to Die remix door The Living Eye) - Too Young to Love (UNKLE Surrender Sounds Session No. 14) - Dominos (Rustie remix) - Dominos (Switch remix) - Dominos (Switch remix Instrumentaal) - Tonight (Coyote Clean Up Dirty Dub) - Tonight (Ghost Hunter remix) - Tonight (oOoOO 2NITERMX) - Tonight (Von Haze remix) | Van andere artiesten - 22 (The Big Pink Remix) – Lily Allen - Devil's Trident (The Big Pink Reality Mix) – Telepathe - Headlock (The Big Pink Remix) – Esser - Undisclosed Desires (The Big Pink Remix) – Muse |

## Muziekvideo's
| Jaar | Video                     | Regisseur    |
| ---- | ------------------------- | ------------ |
| 2008 | Too Young to Love         | Rob Hawkins  |
| 2009 | Velvet                    | Rob Hawkins  |
| 2009 | Stop the World            | John Nolan   |
| 2009 | Dominos                   | Tim Saccenti |
| 2010 | Tonight                   | Rob Hawkins  |
| 2011 | Stay Gold                 | Ollie Murray |
| 2011 | Hit the Ground (Superman) | Tim Brown    |
| 2012 | Give It Up                |              |

## Hitnoteringen

### Albums
| Album met hitnotering(en) in de Vlaamse Ultratop 200 albums | Datum van verschijnen | Datum van binnenkomst | Hoogste positie | Aantal weken | Opmerkingen |
| ----------------------------------------------------------- | --------------------- | --------------------- | --------------- | ------------ | ----------- |
| A brief history of love                                     | 14-09-2009            | 26-09-2009            | 70              | 2            |             |

### Singles
| Single met hitnotering(en) in de Vlaamse Ultratop 50 | Datum van verschijnen | Datum van binnenkomst | Hoogste positie | Aantal weken | Opmerkingen |
| ---------------------------------------------------- | --------------------- | --------------------- | --------------- | ------------ | ----------- |
| Dominos                                              | 07-09-2009            | 14-11-2009            | tip13           | -            |             |
| Hit the ground (Superman)                            | 23-01-2011            | 21-01-2012            | tip15           | -            |             |